# 英雄美少女
《英雄美少女》為田村由美創作的日本漫畫作品，1987年至1988年連載於小學館漫畫雜誌《別冊少女Comic》，是田村由美的首部連載作品，作中的人物關係亦為後來《婆娑羅》之前身。

## 簡介
按兩冊的構成分為上下兩部，雖描寫同一主角群，但兩部主題殊異。第一部為女主角松本勇位了保衛祖父的網球俱樂部，在好友與戀人的幫助下重返網壇的運動勵志故事，第二部則是男主角雄生被捲入家族權力鬥爭，在海洋主題樂園發生的一連串動作冒險。

## 登場人物

### 主要角色
松本勇〈まつもと　いさみ，Matsumoto Isami〉
運動神經出眾，活潑又具有正義感，也是因故放棄了網球的天才網球少女。為奪回祖父的網球俱樂部，必須在火撫家舉辦的比賽中得到優勝，她為此踏上復出的道路。對戀愛有著懵懂的一面，不知情下喜歡上火撫家的少爺雄生。
火撫雄生〈ひなず ゆうせい，Hinazu Yuusei〉
寡言而溫柔，總是不斷幫助勇的少年。實為火撫家的孫子，也是前網球好手，但看不慣祖父作風暗中策劃讓其垮台。曾在國外學習許多駕駛技能，並在便利商店打工，相當獨立自主。